# Jacques de Longuyon
Jacques de Longuyon (fl. 1290-1312), nacido en el Ducado de Lorena, fue un escritor francés del siglo XIV famoso por ser el autor en 1312 del cantar de gesta Les voeux du paon («Los votos de Pavón»), que dedicó al obispo de Lieja. Fue uno de los romances más populares del siglo XIV, e introdujo el concepto de los Nueve de la Fama.

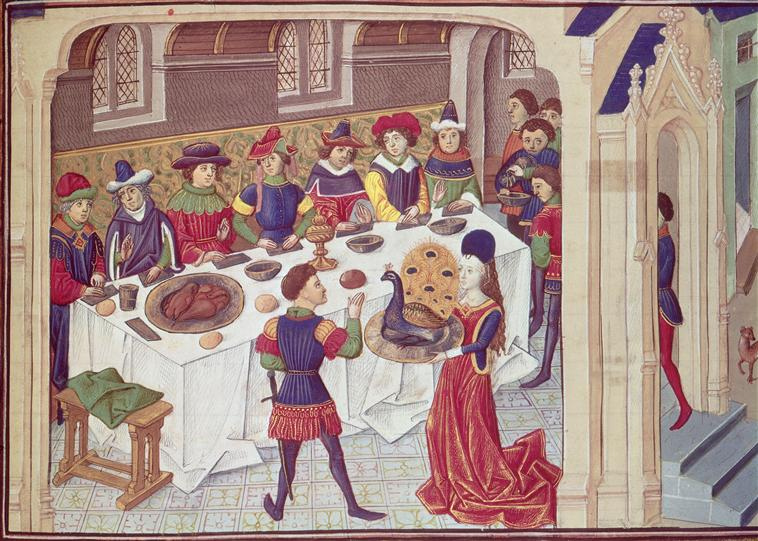
El banquete del pavo, escena de un manuscrito de Les voeux du paon

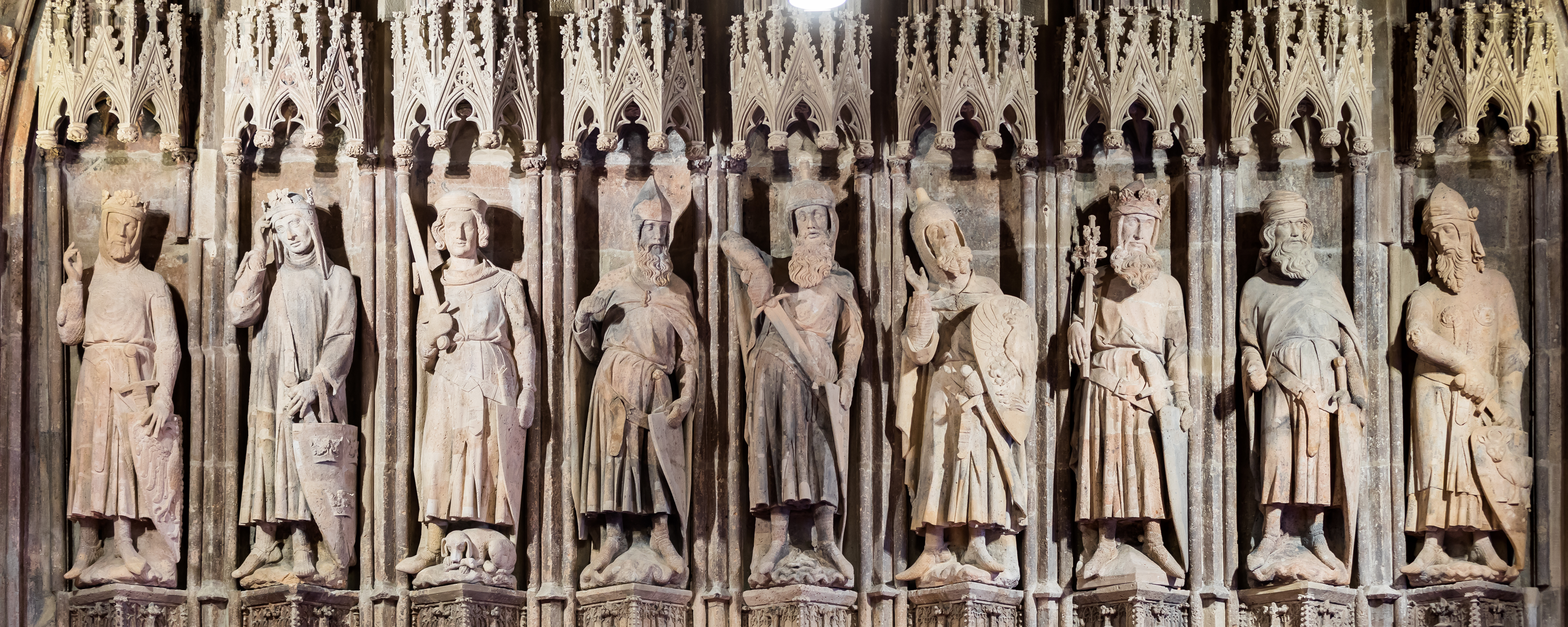
Los Nueve de la Fama